# Braunsapis rolini
Braunsapis rolini là một loài Hymenoptera trong họ Apidae. Loài này được Vachal mô tả khoa học năm 1903.
Loài này phân bố ở Zimbabwe.